# Boris Tsirelson
Boris Semyonovich Tsirelson (em hebraico:  בוריס סמיונוביץ' צירלסון, em russo:  Борис Семенович Цирельсон; Leningrado, 4 de maio de 1950 – 21 de Janeiro de 2020) foi um matemático russo–israelense, professor de matemática da Universidade de Tel Aviv, Israel.
Foi palestrante convidado do Congresso Internacional de Matemáticos em Berlim  (1998).